# 馬利納
馬利納（Marina）是克羅埃西亞的一個城鎮，位於達爾馬提亞地區，屬於斯普利特-達爾馬提亞縣。據2011年人口普查，這裡有人口4,595人，其中97.6%是克羅埃西亞人。

## 外部連結
- 官方网站

43°30′50.7″N 16°6′29.4″E / 43.514083°N 16.108167°E